# Aline Lahoud

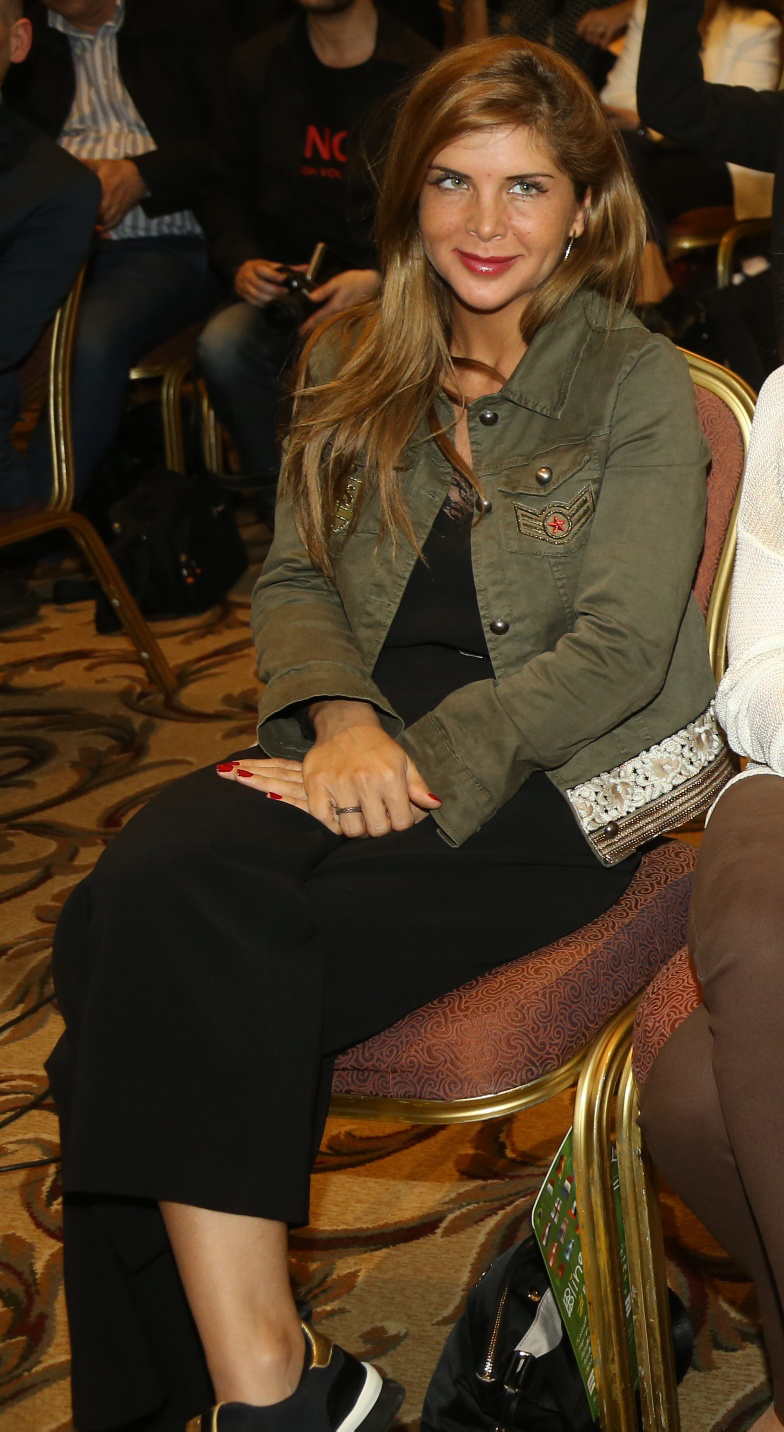
Aline Lahoud (2017)

Aline Lahoud (arabisch ألين لحود, DMG Alīn Laḥūd; * 1981 in Beirut, Libanon) ist eine libanesische Sängerin.

## Leben
Aline Lahoud, die im Alter von drei Jahren mit dem Singen begann und 1997 ihr erstes Konzert mit einer aus vier Mädchen bestehenden Band gab, stammt aus einer erfolgreichen Künstlerfamilie. Sie ist die Tochter der Sängerin Salwa Katrib und des Produzenten Nahi Lahoud. Zudem verfügt sie mit ihrem Onkel Romeo Lahoud, der zu den wichtigsten Komponisten in der arabischen Welt gehört, über weitere berühmte Verwandtschaft. 1999 beendete sie ihre schulische Laufbahn sowohl mit dem libanesische als auch dem französischen Abitur. Anschließend studierte sie Kommunikationswissenschaften am Institut des Etudes Scéniques et Audio Visuelles.

## Karriere
2004 vertrat sie Libanon mit dem Song It’s over beim Mediterranean Song Contest Megahit 2004 in der Türkei.
Aus diesem Wettbewerb ging sie als Gewinnerin des dort vergebenen Fidof (Fédération Internationale de l’Organisation des Festivals)-Preises hervor. Im Januar 2005 wurde sie als Talent des Jahres 2004 mit dem Murex d’or ausgezeichnet. Im Rahmen des Preisverleihung trat sie mit dem Lied Main dans la Main auf. Lahoud sollte sodann 2005 beim Eurovision Song Contest mit dem von Jad Rahbani und Romeo Lahoud geschriebenen, in französischer Sprache verfassten Song Quand tout s’enfuit für den Libanon antreten. Wegen Konflikten mit dem libanesischen Fernsehsender Télé Liban zog Libanon die Teilnahme zurück.
Im Jahr 2014 nahm sie an der französischen Version von The Voice teil.

## Diskografie

### Alben
- 2005: 11 heures et quart

### Singles (Auswahl)
- 2004: It's Over
- 2005: Quand Tout S’enfuit
- 2008: Habouke Ayouny
- 2009: I’m Willing Lord
- 2009: Enta Ana (mit Jean-Marie Riachi)
- 2011: Zakerne bi esmak
- 2011: Khedni Maa'k
- 2011: Tal Lsahar (mit Tony Hanna)
- 2013: Baashak Rouhik (mit Marwan Khoury)
- 2013: Bakkir Traktini
- 2014: Mesh Hon
- 2017: Ya A'eni Aalek
- 2019: Shayyalo

## Filmografie
- 2008: Al Taer el Maksour: The Broken Bird (TV-Serie)
- 2008: Dr. Hala  (TV-Serie)
- 2012: Stars Bel Saff  (TV-Serie)
- 2014: The Voice (TV-Serie)